# Martha Tjoe Nij
Martha Tjoe Nij (District Nickerie 11 oktober 1953) is een Surinaams dichteres. Zij vertrok op zesjarige leeftijd naar Nederland waar ze twintig jaar woonde. Ze repatrieerde, werkte als lerares Engels en werd lid van de Legertheatergroep Mofo. Haar bundel Vandaag is de dood (1982) bevat 'pre-revolutionaire gedichten' over liefde, erotiek, de leegte. Het zijn sensitief-registrerende, vaak zeer muzikale verzen in het Engels en Nederlands. Haar tweede bundel, Honiki mofo [Honingmond] (1987), is op één gedicht na geheel in het Engels en is nationalistisch in veel minder oorspronkelijk verwoorde teksten, alsook gevoelig-evocatief. Uit de gedichten in Blauwe vlinder (1994) spreekt een sterk besef van het voorbijgaan van de tijd. In de poëzie van Tjoe Nij krijgt de Surinaamse vrouw veel aandacht. Met Eugenie Eersel stelde ze een kleine Engelstalige bloemlezing uit de Surinaamse poëzie samen, Suriname Poetry (1987). Zij keerde rond 1990 weer terug naar Nederland.

## Over Martha Tjoe Nij
- Michiel van Kempen, Een geschiedenis van de Surinaamse literatuur. Breda: De Geus, 2003, deel II, p. 1059.